# Карл Ясперс
Карл Теодо́р Я́сперс (нім. Karl Theodor Jaspers; 23 лютого 1883, Ольденбург — 26 лютого 1969) — німецький філософ і психіатр, один з творців екзистенціалізму, доктор медицини (1909), доктор психології (1913), професор психології (з 1916) та філософії (з 1922) Гайдельберзького (1916–1937, 1945–1948) і Базельського університетів (1948–1961). (У 1937 був вигнаний з університету як антинацист). Член Гайдельберзької академії наук.

## Життєпис
Професійну діяльність Ясперс почав психіатром, що певною мірою визначило трактування ним основних філософських питань. У роботах «Загальна психопатологія» (1913) [недоступне посилання з квітня 2019] і «Психологія світоглядів» (1919) Ясперс провадив ідею, згідно з якою психопатологічні явища, як правило, відображують не стільки процес розпаду людської особистості, скільки інтенсивні пошуки людиною власної індивідуальності.
Після 1915 Ясперс відійшов від активних досліджень в галузі психіатрії, присвятивши ряд робіт проблематиці патографії, тобто психопатологічному аналізові еволюції видатних особистостей: Август Стріндберг, Ван Гог, Сведенборг, Гельдерлін, Ніцше й ін. Розглядаючи суть цих пошуків як ядро справжньої філософської рефлексії, Ясперс стверджував, що будь-яка раціоналістично вибудована картина світу є не що інше, як алегорична інтелектуальна інтерпретація прихованих щиросердечних прагнень творчо мислячого індивіда. Буття в цих умовах виявляється «зашифрованим» і припускає обов'язкове тлумачення. Завдання філософії за Ясперсом — розкрити ту обставину, що в основі всіх іпостасей свідомої діяльності людей лежить неусвідомлювана творчість «екзистенції» (буття особливого плану, людської самості, зовнішньої до предметного світу). Джерело вищої мудрості — нерозумне, що панує у світі («Розум і екзистенція», 1935).

## Граничні ситуації
Розвиваючи свої уявлення про «граничні ситуації», Ясперс прийшов до висновку про те, що споконвічний смисл і пафос буття розкриваються людині лише в моменти цих кардинальнійших, життєспівмірних потрясінь (міркування про смерть, хворобу тощо). Людина постійно переживає у своїй душі певні обставини, але іноді вони гранично емоційно сполучаються з крайніми потрясіннями — людина усвідомить роль випадку у своєму житті, а також те, наскільки її життя не належало їй самій, будучи невласним. Це і є «гранична ситуація випадку». За Ясперсом, навіть «смерть як об'єктивний факт емпіричного буття ще не є граничною ситуацією»: важливий факт усвідомлення такої можливості, факт відчуття крихкості, кінцевості існування індивідів. Саме в ці моменти здійснюється «катастрофа шифру»: людина елімінує із системи власного світосприймання баласт повсякденних тривог («наявне буття-в-світі»), а також сукупність так званих ідеальних інтересів укупі з науковими й білянауковими уявленнями про дійсність («трансцендентальне буття-в-собі»). Для людини актуалізуються світ його інтимного початку (відбувається «осяяння екзистенції») і його щире переживання Бога (трансцендентного) («Філософія»: т. 1 — «Філософська орієнтація у світі», т. 2 — «Прояснення екзистенції», т. 3 — «Метафізика», 1931—1932).
«Людина як ціле не об'єктивована. Оскільки вона об'єктивована, вона є предмет… але й як такий вона ніколи не є нею собою. Стосовно неї як об'єкта можна діяти за допомогою зовнішніх розумових установлень згідно з правилами й досвідом. Стосовно неї самої, тобто як можливої екзистенції, я можу діяти тільки в історичній конкретності, у якій уже ніхто не є „випадок“, але в якій здійснюється доля. Тепер уже не можна більше сплутати об'єктивно-предметне в людині… з нею самою як екзистенцією, що відкривається в комунікації…».
Екзистенція (справжнє або власне існування людини, не обумовлюване нічим зовнішнім, лише власною його індивідуальністю), за Ясперсом, не знаходиться в границях предметного світу, тому що вона — воля: «або людина як предмет дослідження — або людина як воля». Оскільки людина осягає себе, виходячи з волі, вона у такий спосіб осягає власну трансценденцію, що зникає, явищем якої саме він і виявляється у своїй волі.
Іменуючи власну філософську діяльність «філософствуванням», Ясперс наголошував на важливості коректної постановки питань — більш, ніж на змушений пошук відповідей. Філософія в Ясперса принципово не може виступати як наука, обмежена рамками жорстко заданих предмета і методу. Філософія лише засвідчує нас в існуванні буття, а метафізика зводима до відшукання людиною сенсу буття. Членування буття, за схемою Ясперса, сполучене з аналогічною будовою його «філософствування». «Буття-в-світі», предметне буття, «існування» — речовий рівень буття. Філософствування, сполучене з ним, є «орієнтації-в-світі». (Поверхневий шар пізнавання людини розгляд його життя у світі; світ і причетність до нього людини суть те, що може бути зафіксоване емпірично і раціонально за допомогою зусиль науки). В умовах «прикордонних ситуацій», безмотивної незадоволеності наявним існуванням може проявитися («опромінитися», «висвітлитися») «екзистенція». Філософствування про неї не об'єктивовано по суті своїй, воно примушено втілюватися в словах, будучи орієнтоване на збагнення того, що приховано за словами.
Мислення, що філософствує, у Ясперса здатне принести тільки задоволення, прагнучи проникнути за обрій явищ, наукова ж думка раціоналістично осягає явища, продукуючи «знання». При цьому, стверджував Ясперс, «…філософська віра, віра мислячої людини завжди відрізняється тим, що вона існує тільки в союзі зі знанням. Вона хоче знати те, що пізнавано, і зрозуміти саме себе». «Філософська віра», за Ясперсом, — продукт міркувань, а не одкровення; здатність філософствування властива будь-якій людині і має на меті досягнення істинної «комунікації», тобто реальної можливості бути почутим і висловитися самому (у процесі інтимного й особистого спілкування «в» і «із приводу» істини).
Спілкування людей — атрибут буття людини. «Порівняння людини з тваринами вказує на комунікацію як універсальну умову людського буття. Вона настільки становить його всеохопну сутність, що усе, що є людиною і що є для людини.., знаходиться через комунікацію». Екзистенція, на думку Ясперса, «є лише остільки, оскільки співвідносить себе з іншою екзистенциєю і з трансценденцією». (Таким чином, суще зустрічає лодина трьома способами: світ, екзистенція і трансценденція, що, своєю чергою, відображають існування трьох рівнів збагнення людини, усе більш і більш глибоких). Акт комунікації являє собою здійснену співвіднесеність однієї екзистенції з іншою, акт філософської віри — співвіднесеність екзистенції з трансценденцією. Остання в Ясперса — кінцева межа будь-якого буття і мислення, вона настільки ж невблаганно існує, як і не може бути побачена, перебуваючи непізнаною. Трансценденція суть щось, що лежить за краєм людського існування і світу і надає їм сенс і цінність: природа, міфологія, поезія, філософія — шифри трансценденції, через які вона «висловлює себе». Будучи протипоставленим трансценденції, мислення трансформується в метафізику. За Ясперсом, «метафізика доносить до нас навколишнє трансценденції. Метафізику ми розуміємо як „тайнопис“. Ми чуємо ув'язнену в шифрі дійсність з дійсності нашого існування.., а не просто з розуму, що тут жодною мірою не сприяє розкриттю смислу». Не може бути ні знаків, ні символів трансценденції: знак доступний безпосередньо, а трансценденція — ні; те, що символізується, перебуває лише в символі, трансценденція ж — потойбічна. Можуть бути натяки, вказівки на трансценденцію — шифри, що при цьому до позначаємому ними однозначно не прив'язані. Шлях до трансценденції є для кожного, але в обов'язковому порядку він неповторний і унікальний. Згідно з Ясперсом, «нескінченна багатозначність усіх шифрів, що допускає нескінченну безліч тлумачень, виявляє себе в тимчасовому існуванні як їхня сутність. Тлумачення шифрів через інші шифри, наочно даних — через спекулятивні, дійсних — через створені, нескінченно, як та середовище, у якій екзистенція хотіла б намацати свою трансценденцію і попередньо створити собі можливості. Система шифрів неможлива, тому що в неї вони входили б тільки в їхній кінцівці, а не як носії трансценденції. Нескінченна можливість тлумачення виключає систему можливих шифрів. Система може сама бути шифром, але ніколи не може осмислено охоплювати, як проект, справжні шифри». За Ясперсом, для абсолютної волі, що стверджує власну унікальність і неповторність екзистенції, ця посилка (будь-який шифр трансценденції у вигляді твору мистецтва або філософської концепції, що можуть бути витлумаченими принципово будь-яким образом) абсолютно необхідна. Екзистивна людина знаходить самобутнє «я» саме в непозбутному праві на абсолютно вільне тлумачення і прочитання іншого й інших.
Як же можна упевнитися в тому, що обрана людиною версія тлумачення шифру трансценденції дійсно веде до неї екзистенцію? Трансценденція в Ясперса може бути позначена як Бог, про якого припустимо знати лише те, що він є. Критерієм зустрічі з Ним виступає момент «оніміння» або «мовчання»: «Інтерпретація знаходить свою границю там, де кінчається мова. Вона відбувається в мовчанні. Але ця границя сама існує тільки завдяки мові. У процесі мовного повідомлення мовчання стає своєрідним способом сказати про щось. Це мовчання — не умовчування про щось, що я знаю і про що міг би сказати. Це, скоріше, мовчання перед тим, хто мислить разом з тобою, мовчання перед самим собою і мовчання перед трансценденцією, виконане на межі того, що може бути сказане. Це мовчання — не німота без'язикості, що нічого не говорить, а отже, і не мовчить. Така справа із шифрами. Ми чуємо їх немов би з різних кіл, що розташовуються навколо трансценденції. Або ми звертаємося до неї через їхнє посередництво. Але шифри ніколи не є те, що ми шукаємо в них, або почуваємо в них, або пізнаємо в них. Тому ми прагнемо вийти далі, за них, у глибину або вгору, туди, де кінчається всяка мова шифрів і де відбувається дотик до трансценденції — у знанні про незнання, тобто в цьому сповненому мовчанні».
«Німота», «мовчання», «невимовність у слові», — на думку Ясперса, — єдино мислимі вирази почуття, що позначається словосполученням «Бог є». Мислити ж трансценденцію можливо, за Ясперсом, лише «вмислюючи» її в сферу предметного. Саме міра і ступінь комунікативності, згідно з Ясперсом, і виступає як критерій досконалості тієї чи тієї іншої філософської системи. Людина відрізняється від іншого сущого у всіх його проявах саме схильністю до комунікації, за допомогою неї він знаходить свою «самість», тобто справжнього самого себе в собі.
Ясперс виділяв три рівні соціальності, три способи самоорганізації соціуму: організація на фундаменті приватного інтересу ізольованого індивіда; організація формально-правового порядку, де кожний розглядається лише в тім вимірі, у якому він дорівнює всякому іншому; органічна цілісність значної сукупності людей на національно-фарбованій або духовній основі. Тим самим філософія пропонує орієнтири поведінки людини у світі з метою наближення його до стану «безумовного буття», іманентного свідомості як такій. Досягнення цього («усвідомлення буття», «висвітлення любові», «завершення спокою») і є мета філософствування, спрямованого на внутрішню дію, а не на зміну світу.
Філософствування в Ясперса гранично етично навантажено (як базові поняття виступають «воля до комунікації», «воля», «вірність» тощо). Ясперс відкидає гносеолого-методологічні шукання в структурі традиційної філософської творчості. «Людина» і «історія» — виступили в ролі основних вимірів буття людей. («Смисл і призначення історії», 1949). «Ситуація» у Ясперса — ключове поняття для імплікації екзистенції: унікальна і не відтворена сукупність подій у кожний окремо узятий момент реального історичного часу і відрізняє одну епоху історії від іншої. Відкидаючи наявність об'єктивних законів і можливість передбачення майбутнього за допомогою науки, Ясперс формулює чотири головних «зрізи», що обумовили саме наявне здійснення світового процесу. Перші два, за Ясперсом, — знаходження людьми мови, знарядь праці і вогню, результовані в становленні високих культур Індії, Єгипту, Месопотамії і Китаю в 5-3 тисячоріччях до н. е. Третій — «вісь світового часу» (8—2 століття до н. е.) — духовне «основоположення» людства, синхронно й автономно здійснилося на всьому просторі від Греції до Китаю. Люди усвідомлюють себе, власні можливості, справжню відповідальність; локальні історії змінюються всесвітньо-історичним процесом. «Завершилася міфологічна епоха з її самозаспокоєністю, з самозрозумілістю. Почалася боротьба проти міфу з боку раціональності і раціонального проясненого досвіду (логосу); боротьба за трансцендентного єдиного Бога проти демонів і боротьба проти неістинних образів Бога з етичного збурювання проти них… Це загальна зміна людського буття, яку можна назвати натхненням… Людина більше не замкнута у собі. Вона невідома для самої себе, а тому відкрита для нових безмежних можливостей». І, нарешті, четвертий період — становлення науково-технічної цивілізації в Європі (17-20 століття).

### Політично-моральні пошуки
Політико-моральні пошуки Ясперса об'єктивувалися в його дослідженнях «німецької провини» («Питання про провину», 1946), культурно-психічної значимості «холодної війни» («Атомна бомба і майбутнє людства», 1958), погрози авторитарних тенденцій у житті ФРН («Куди рухається ФРН?», 1967). У цілому особлива роль філософствування і сполученої з нею філософської віри, на думку Ясперса, полягає в XX столітті в тому, щоб протистояти псевдораціоналістичним утопіям, що постулюють можливість насильницького створення раю на землі, але на практиці руйнують культурні встановлення людей і ввергають їх у жах громадянських братовбивчих конфліктів.
Інші твори Ясперса: «Ніцше» (1936), «Декарт і філософія» (1937), «Екзистенціальна філософія» (1938), «Про істину» (1947), «Філософська віра» (1948), «Вступ до філософії» (1950) та інші.

### Ставлення до науки й філософії
Між наукою і філософією, за Ясперсом, неприпустиме взаємне інфікування, але їх не можна і жорстко ізолювати одне від іншого. Сфери філософії і науки не антиномічні, хоча і не тотожні. Наука надає філософії потенційні шляхи пізнання, точні результати досліджень, роблячи філософію видющою. Філософія додає системі наук внутрішньо сполучаючий їх смисл. Філософія, за Ясперсом, руйнує постійно культивований наукою догматизм і амбіційні претензії.

## Праці
- «Ніцше» (1936),
- «Декарт і філософія» (1937),

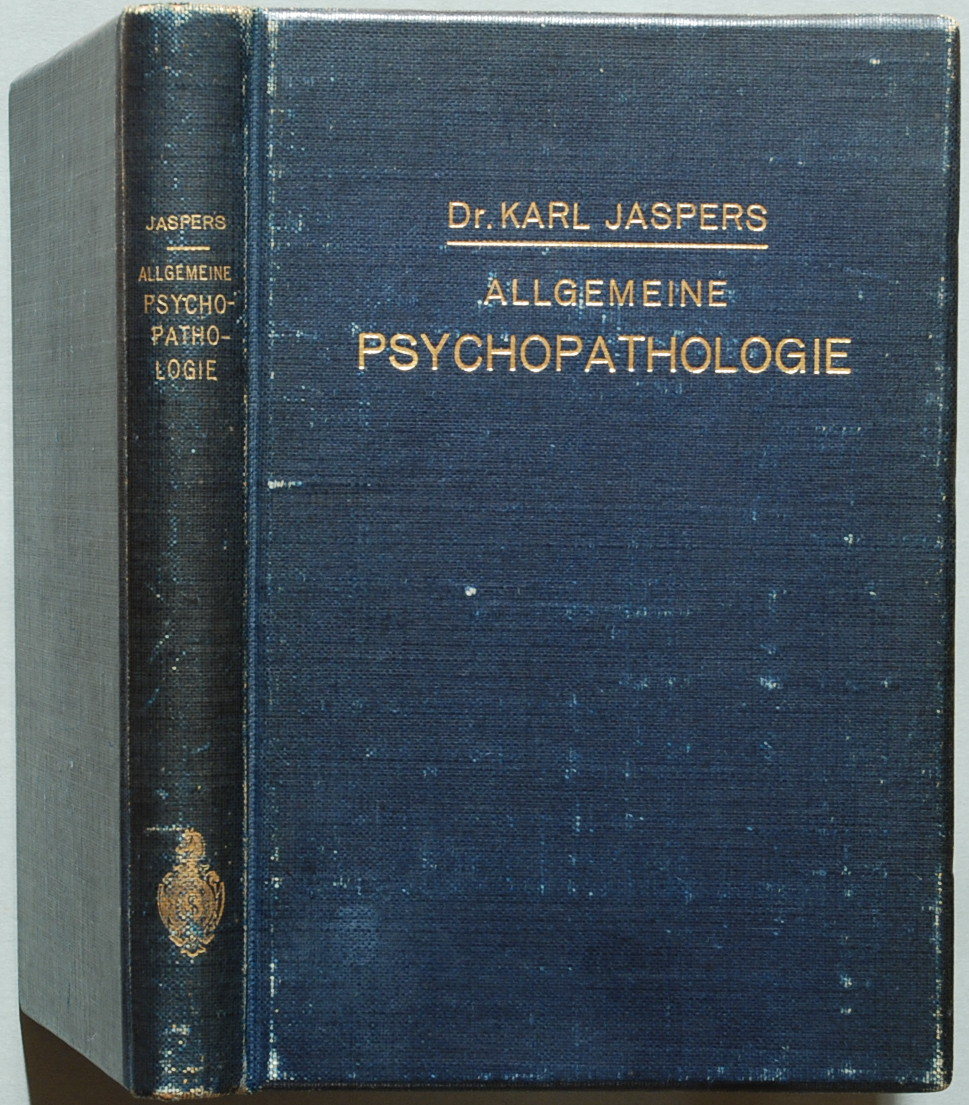

- «Екзистенціальна філософія» (1938),
- «Про істину» (1947),
- «Філософська віра» (1948),
- «Вступ до філософії» (1950) та ін.

- «Питання про провину», (1946),
- «Атомна бомба і майбутнє людства», (1958),
- «Куди рухається ФРН?», (1967).

### Українською
- Відповідь на критику моєї роботи «Що потрібно федеративній республіці» (фраґмент) (пер. Тарас Возняк)
- Духовна ситуація часу (фрагмент)
- Комунікація (фрагмент) (пер. Л. Ситниченко)
- Осьова епоха (фрагмент) (пер. Тарас Возняк)
- Про сенс історії (фрагменти) // Пер. А. Гордієнка / Сучасна зарубіжна філософія. Течії і напрями. Хрестоматія. — К.: Ваклер, 1996. — С. 183—210.
- Техніки мислення (пер. М. Д. Култаєва)
- Психологія світоглядів (пер. з німецької Олександр Кислюк, Роман Осадчук), Київ: видавництво Юніверс, 2009